# جين هوفر
جين هوفر (بالإنجليزية: Jen Hofer)‏ (1971)؛ مترجمة، كاتِبة وشاعرة أمريكية.